# Angelika Steeb
Angelika Steeb (* 1. Januar 1954 in Bad Säckingen; † 26. November 2024 in Stuttgart) war eine deutsche Krankenschwester, Autorin und Referentin.

## Leben und Wirken
Angelika Steeb wuchs in einem katholischen Elternhaus auf. Nach Abschluss der Realschule und Haushaltsjahr absolvierte sie eine Ausbildung zur Krankenschwester. Bei einem Pfingstjugendtreffen des evangelischen Diakonissenmutterhaus Aidlingen fand sie zum christlichen Glauben. In der Stuttgarter Ludwig-Hofacker-Gemeinde lernte sie ihren Mann, den damaligen Verwaltungsbeamten Hartmut Steeb, kennen und heiratete ihn im Jahr 1975. Dort engagierte sie sich bis zuletzt im Kirchengemeinderat.
Steeb war Referentin bei Frauenfrühstückstreffen und Schiffsreisen. Sie war Autorin etlicher Bücher und schrieb Beiträge für christliche Medien, darunter die Zeitschrift Joyce sowie die Evangelische Nachrichtenagentur idea. Außerdem war sie Mitglied der Fachjury des christlichen Buchpreises 2015 der Alpha Buchhandlung, eines Zusammenschlusses christlicher Buchhandlungen.
Mit ihrem Mann Hartmut Steeb hatte sie zehn Kinder. Das Paar wohnte in Stuttgart.

## Veröffentlichungen
- Wir freuen uns mit. Segenswünsche für Eltern und Kind, Johannis-Verlag, Lahr 1999, ISBN 978-3-501-07623-1.
- Zur Hochzeit Gottes Segen, Johannis-Verlag, Lahr 2003, ISBN 978-3-501-07633-0.
- Alle Farben deiner Freude. Das Joyce-Andachtsbuch (als Mitautorin, hg. Christel Eggers), SCM R. Brockhaus, Witten 2006, ISBN 978-3-417-24967-5.
- mit Hartmut Steeb (Hrsg.): Aber bitte nicht den! Kennenlerngeschichten, Hänssler Verlag, Holzgerlingen 2007, ISBN 978-3-7751-4501-5.
- Unter dem Segen Gottes, SCM Collection, Witten 2012, ISBN 978-3-7893-9549-9.
- Ein Grußbrief – Zum Dank, SCM Collection, Witten 2012, ISBN 978-3-7893-9555-0.
- Ein Grußbrief – Vielen Dank!, SCM Collection, Witten 2013, ISBN 978-3-7893-9689-2.
- Ein Grußbrief – Gottes Segen zur Geburt, SCM Collection, Witten 2013, ISBN 978-3-7893-9686-1.